# Fairchild 24
Dimensions
Le Fairchild 24 est un avion léger américain des années 1930. Il est utilisé par l'USAAC comme avion de transport militaire sous la désignation UC-61.